# Harold Adamson
Harold Campbell Adamson (Greenville (New Jersey), 10 december 1906 – Beverly Hills, 17 augustus 1980) was een Amerikaanse componist en tekstdichter in de jaren dertig en veertig van de vorige eeuw.

## Biografie
Adamson, de zoon van aannemer Harold Adamson en Marion Campbell, werd geboren en groeide op in Greenville (New Jersey). Als kind leed hij aan polio, waardoor hij zijn rechterhand niet goed kon gebruiken. Aanvankelijk was Adamson geïnteresseerd in acteren, maar als tiener begon hij liedjes en poëzie te schrijven. Hij studeerde aan de Universiteit van Kansas en de Harvard-universiteit. In 1948 trouwde hij met Gretchen Davidson. Adamson overleed op 17 augustus 1980 in Beverly Hills op 73-jarige leeftijd.

## Carrière
In 1933 ging hij werken voor MGM als songwriter. Tijdens zijn periode bij MGM werd hij genomineerd voor vijf Academy Awards. Een van zijn bekendste composities was de intromuziek voor de succesvolle sitcom I Love Lucy.
In 1941 werkte hij samen met Pierce Norman en honkballer Joe DiMaggio om "In the Beauty of Tahoe" te schrijven, uitgegeven door Larry Spier, Inc. Hij was de tekstdichter voor de Broadway-musicals Smiles (1930), The Earl Carroll Vanities of 1931, Singin' the Blues (1931), Banjo Eyes (1941) en As the Girls Go (1948).
Hij stopte begin jaren zestig als songwriter en werd in 1972 opgenomen in de Songwriters Hall of Fame.